# 焙煎穀物飲料

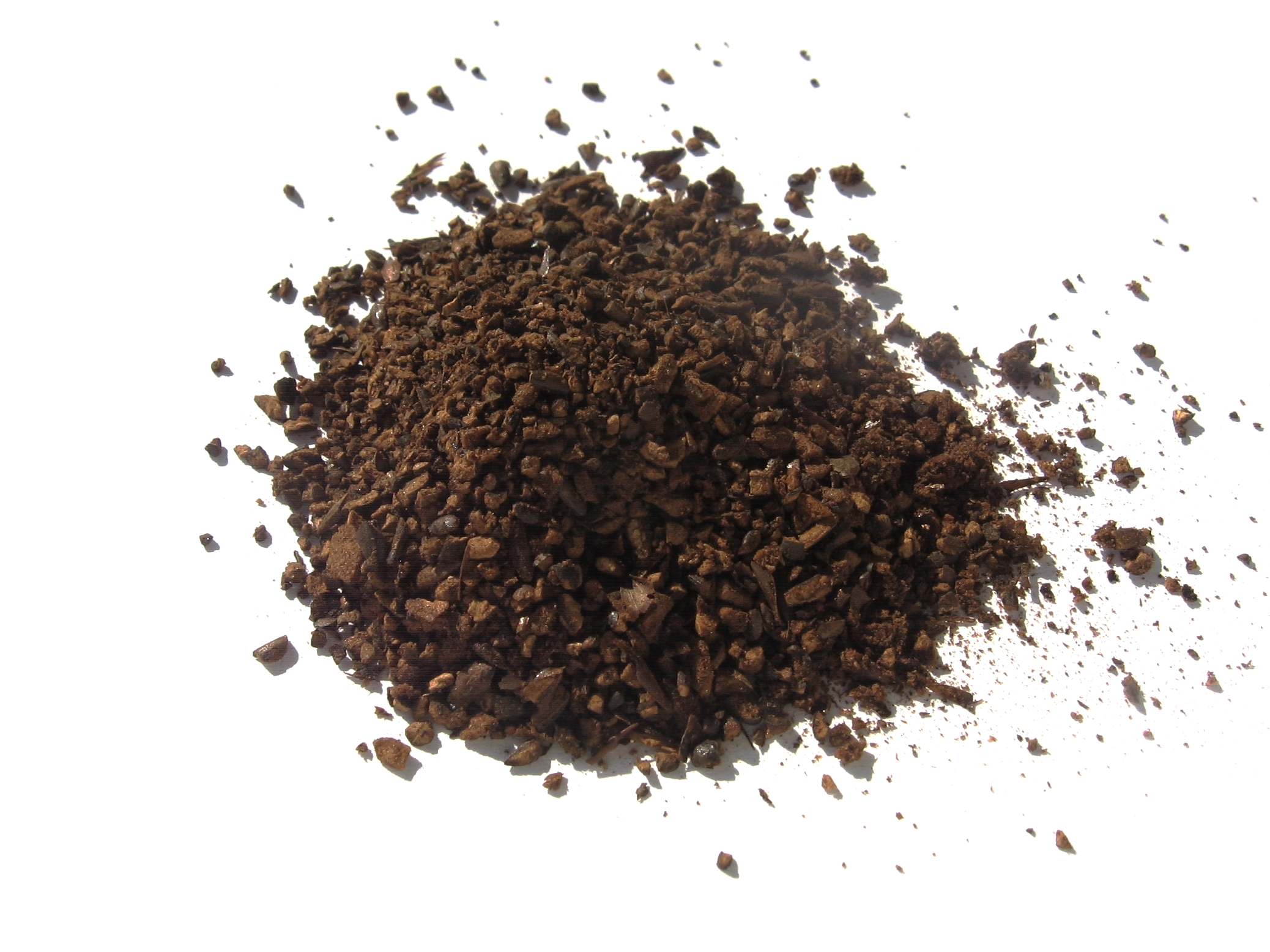
ライムギやオオムギなどを焙煎し粉末化したポーランドの『kawa zbożowa（穀物コーヒー）』

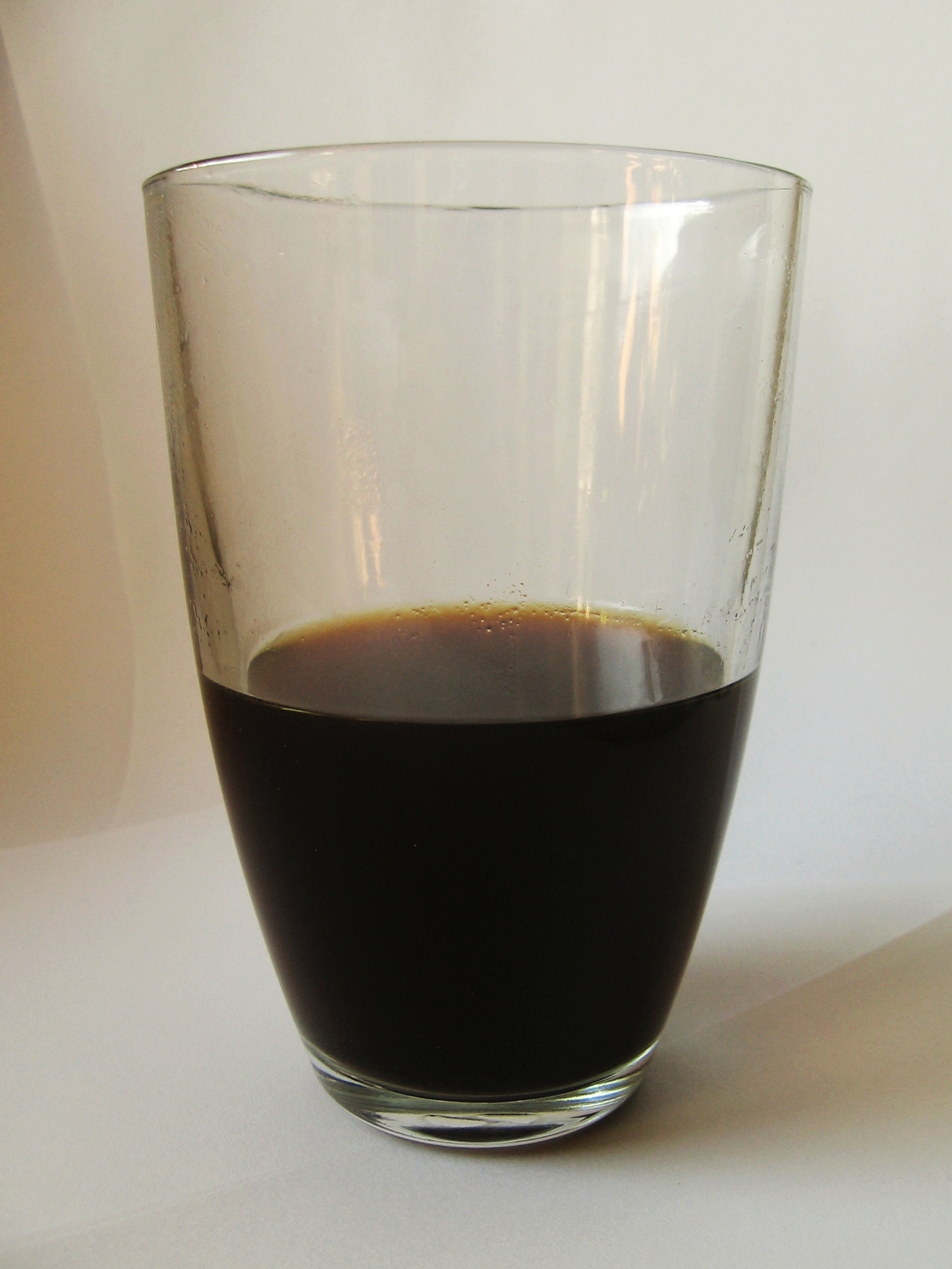
水に溶かした『kawa zbożowa（穀物コーヒー）』

焙煎穀物飲料（ばいせんこくもついんりょう、英語: roasted grain beverage）または穀物コーヒー（こくもつコーヒー、英語: grain coffee）、シリアルコーヒー（英語: cereal coffee）は、一種類または複数の焙煎した穀物に量産用の化合物や粉末を加味したものを熱湯で戻して飲む飲料。カフェインレスのコーヒーや茶の代替品として知られており、稀少で高価なものもある。
有名な焙煎穀物飲料にはカロ、ポツタム、インカがある。その他にも健康食料品店やスーパーマーケットで販売されているものがある。
オオムギ、オオムギ麦芽、ライムギなどが知られている。

## 利用
ポーランド（インカ、クラクス、アナトーリ、クジャウィンアンカ）や東アジアの日本、中華人民共和国、大韓民国
では一種類または複数の穀物コーヒーが存在する。通常、焙煎コーヒーは単純に熱湯をかけたものである。かつてソビエト連邦や東欧は恒常的に食糧不足に見舞われており、これらコーヒーの代替飲料が飲まれていた。
- 玄米茶 - 焙じた玄米と緑茶をブレンドして作るお茶。
- ヒョンミ（玄米）茶 - 韓国の焙煎穀物飲料の一つ。漢字表記は「玄米茶」だが、日本の玄米茶と違い、焙じた玄米のみで作る。日本の玄米茶と同様のヒョンミノクチャ（玄米緑茶）もある。
- 麦茶 - 精白した大麦を焙じて作る。
- そば茶 - 焙じたそばを煎じて作る。
- トウモロコシ茶 - 焙じたトウモロコシを原材料とする。甘味があるため単独で飲まれることも、後味の苦味を抑えるために麦茶と混ぜて飲まれることもある。
- お焦げ湯（スンニュン） - 釜で米を炊いた後に残ったお焦げに熱湯をかけて作る。

コーヒーを飲む習慣がある文化圏でもカッフェ・ドルゾのようなコーヒー風の飲料が存在するものの、代替ではなく別種の飲料として認識されている。

## 安全性
アクリルアミドはコーヒーやバーベキューの肉と同様、焦げたパンや炭水化物を多く含む食品を加熱したものに多く含まれている。 焦がした穀物は穀物コーヒーにも使われているため、アクリルアミドを多く含有していると考えられている。 アクリルアミドは発癌性を高めるとも指摘されているが、2013年現在はっきりしたことは分かっていない。

## 脚註
1. ↑  Yvona Fast, "Kicking the Coffee Habit: Going Caffeine-Free with Grain-Based Beverages" アーカイブ 2016年3月19日 - ウェイバックマシンE–The Environmental Magazine May 1, 2010 (要購読契約).
2. ↑  Alex Jung, "20 delicious Korean drinks"CNN October 13, 2011.
3. ↑  Jiang Zhuqing, "Cancer chemical in French fries and coffee?" アーカイブ 2016年4月14日 - ウェイバックマシンチャイナデイリー, April 15, 2005 (要購読契約).
4. ↑  “Acrylamide”.  アメリカがん協会 (2013年10月1日). 2014年9月閲覧。